# Strzelce (Wilkasy)
Strzelce – przysiółek wsi Wilkasy w Polsce, położony w województwie warmińsko-mazurskim, w powiecie giżyckim, w gminie Giżycko. Przysiółek leży na zachodnim brzegu jeziora Niegocin. 
W latach 1975–1998 przysiółek należał administracyjnie do województwa suwalskiego.